# Fernand Courty
Fernand Courty, född 11 juni 1862, död 12 oktober 1921, var en fransk astronom.
Han var verksam vid Bordeaux observatoriet.
Minor Planet Center listar honom som upptäckare av 2 asteroider.

## Asteroider upptäckta av Fernand Courty
| 384 Burdigala | 11 februari 1894 |
| 387 Aquitania | 5 mars 1894      |